# Fritz Wunderlich

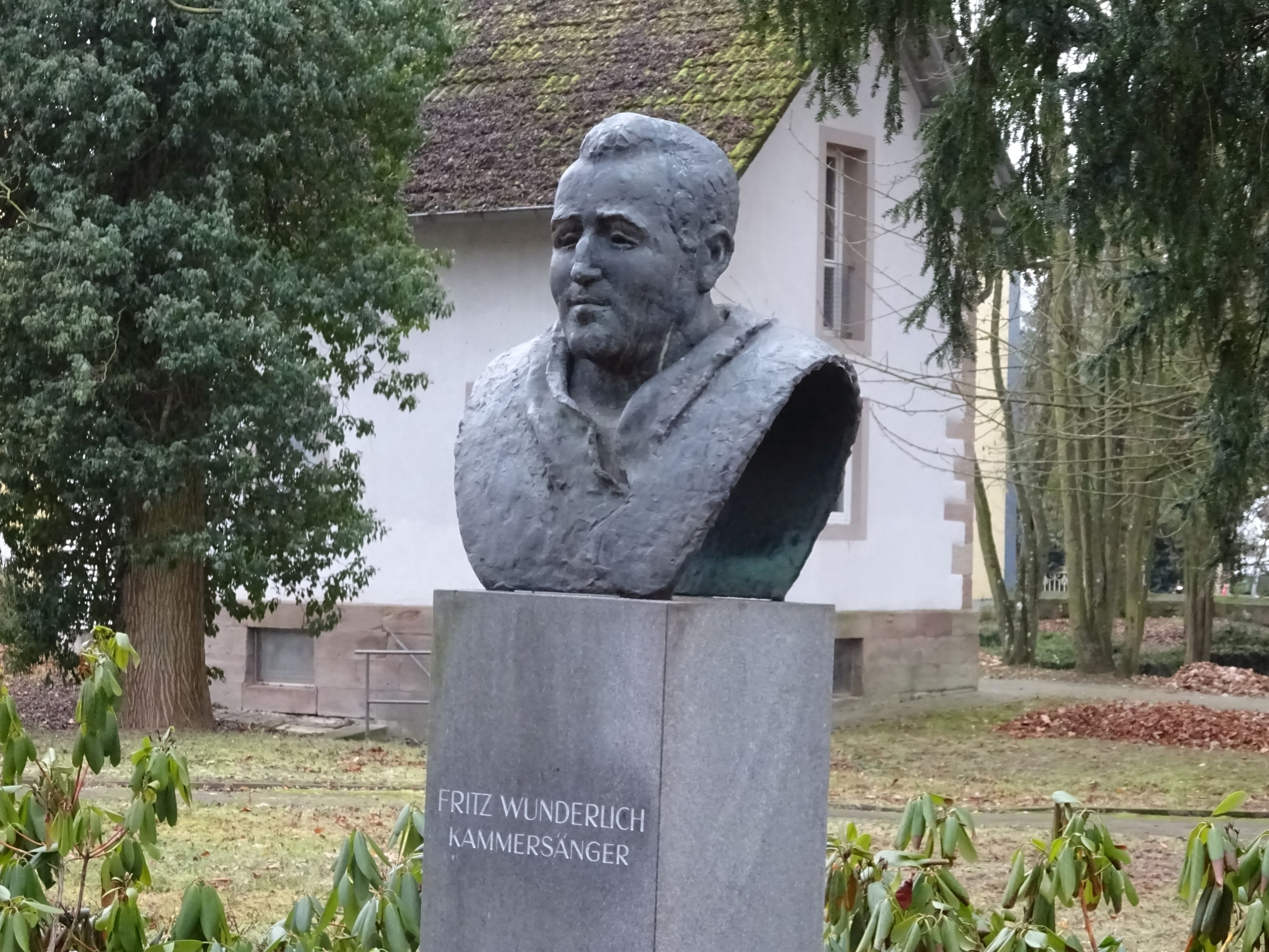
Busto in bronzo di Fritz Wunderlich, realizzato nel 1973 da Erich Koch, nel Benzinoscher Garten di Kusel.

Fritz Wunderlich, nome completo Friedrich Karl Otto Wunderlich (Kusel, 26 settembre 1930 – Heidelberg, 17 settembre 1966), è stato un tenore lirico tedesco.

## Biografia
Figlio di Paul, maestro di cappella, e Anna, violinista.
Wunderlich nel 1956 sposò l'arpista Eva Jungnitsch. I figli Constanze, Wolfgang e Barbara sono nati nel 1957, 1959 e 1964. La famiglia prima ha vissuto a Stoccarda, poi a Monaco di Baviera.

### Carriera
Fritz Wunderlich cominciò l'attività di cantante in ambito leggero per poter far vivere la famiglia. Difatti, col nazismo, suo padre, dopo aver perso il posto si suicidò e tutta la famiglia sopravviveva grazie alla musica. Ricevette le prime lezioni di musica a Kaiserslautern. Dal 1950 al 1955 studiò prima corno, poi canto al conservatorio musicale di Friburgo in Brisgovia pagando gli studi coi propri soldi guadagnati facendo concerti con un gruppo nel quale suonava la fisarmonica, il piano, gli strumenti a fiato ed il canto. 
Debuttò in teatro a Friburgo nel 1954 nel ruolo di Tamino in Il flauto magico di Wolfgang Amadeus Mozart. Dal 1955 fece parte della compagnia della Württembergische Staatsoper (opera di stato) di Stoccarda dove assurse a rapida fama sempre nel ruolo di Tamino quando gli toccò di sostituire il tenore Josef Traxler malato. In verità, il direttore offrì il ruolo a Wolfgang Windgassen, all'epoca la stella di quel teatro, ma Windgassen, colpito dal talento di Wunderlich, rinunciò e propose il giovane principiante, dandogli l'occasione di incominciare una vera carriera di cantante lirico. Sempre in quell'anno la sua prima incisione, l'Orfeo di Monteverdi.
Nel 1957 è Bobscinsky in Der Revisor di Werner Egk alla prima assoluta a Schwetzingen diretto dal compositore. Successivamente al Teatro La Fenice di Venezia.
Al Festival di Salisburgo nel 1959 è Henry Morosus in Die schweigsame Frau di Richard Strauss, con i Wiener Philharmoniker e Hermann Prey diretto da Karl Böhm, canta nel Regina Coeli di Mozart, la Messa in do maggiore (Missa in tempore belli (Paukenmesse)) di Joseph Haydn e Das Buch mit sieben Siegeln di Franz Schmidt con Walter Berry diretto da Dimitri Mitropoulos,  nel 1960 è Tamino in Die Zauberflöte con Graziella Sciutti e canta nel Requiem (Mozart) ed il Te Deum di Anton Bruckner con Leontyne Price diretto da Herbert von Karajan, nel 1961 Belmonte in Die Entführung aus dem Serail, nel 1965 tiene un recital e canta nella Sinfonia n. 9 (Beethoven) diretto da Böhm ed è Uriel ne La Creazione di Haydn, con Prey e Gundula Janowitz diretto da Karajan e nel 1966 tiene un recital.
Alla Wiener Staatsoper nel 1959 è Tamino in Die Zauberflöte diretto da Böhm ed Ein Prophet nell'oratorio Jephtha di (Händel), nel 1962 Der Liebhaber (Narciso) in Der Türke in Italien (Il turco in Italia) di Rossini, nel 1963 Belmonte in Die Entführung aus dem Serail, Ein Sänger in Der Rosenkavalier con Wilma Lipp e Don Ottavio in Don Giovanni di Mozart, con Leontyne Price, Berry, la Sciutti e Rolando Panerai diretto da Karajan, nel 1964 Ein italienischer Tenor in Capriccio (Strauss) con Lisa Della Casa, Christa Ludwig e Lucia Popp diretto da Georges Prêtre, Stimme eines Jünglings in Die Frau ohne Schatten con Leonie Rysanek diretto da Karajan e Giovanni Pierluigi Palestrina in Palestrina di Pfitzner, nel 1965 Leukippos in Daphne di Strauss, diretto da Böhm,  Steuermann in Der fliegende Holländer di Wagner, con Wolfgang Windgassen e Narraboth in Salomè di Strauss con Astrid Varnay ed Anja Silja e nel 1966 Il Conte Almaviva ne Il barbiere di Siviglia (Rossini) con Reri Grist diretto da Böhm.
Nel 1959 è Tiresias nella première al Württembergisches Staatstheater di Stoccarda di Oedipus der Tyrann di Carl Orff.
Nel 1965 al Royal Opera House, Covent Garden di Londra è Don Ottavio in Don Giovanni ed è Alfred nella ripresa nel Bayerisches Staatstheater im Marstall di Monaco di La traviata di Giuseppe Verdi.
Tamino nel Flauto Magico è il ruolo che ha segnato tutta la sua carriera dal saggio finale a Friburgo del 1954, all'acclamato debutto alla Wiener Staatsoper del 1959 ed è anche l'ultimo ruolo operistico da lui interpretato al Festival di Edimburgo nel settembre del 1966.

### I Lieder
Fritz Wunderlich è ricordato non solo per le sue interpretazioni operistiche straordinarie ma anche per la sua grande capacità di interpretare il genere liederistico, soprattutto grazie alla splendida tecnica capace di colori e dinamiche impressionanti, sia nei punti forti per l'opera che nei punti più intimisti dei lieder dove il timbro e la brillanza della voce, ricco e chiaro, il respiro e il rispetto dei testi allegati con le sue doti d'attore facevano meraviglia quanto le sue doti di tenore lirico puro che sembrava esercitare senza sforzo e questo, sia per le interpretazioni in italiano che in tedesco.
È sua una delle migliori interpretazioni del capolavoro liederistico di Robert Schumann, Dichterliebe, accompagnato dal fedele pianista Hubert Giesen, attentissimo a seguire le dinamiche e le agogiche del tenore.
La sua voce, fresca e giovanile anche in età adulta, l'ha reso inoltre magnifico interprete del ciclo di Franz Schubert, Die Schöne Müllerin dove si contrastano l'ardore giovanile nel girovagare del protagonista e le tendenze malinconiche derivanti da un amore non corrisposto. Al piano il già citato Hubert Giesen.

### La tragica morte
Fritz Wunderlich era appassionato di caccia, un'attività che egli condivideva spesso e volentieri con l'amico e collega Gottlob Frick.
Il tenore morì, prematuramente, poco prima di compiere il suo 36º compleanno, per le conseguenze di uno stupido incidente occorso nello chalet del suo amico. Mentre scendeva le scale inciampò nelle stringhe dei suoi scarponi male allacciati e perse l'equilibrio. Il violento impatto col suolo provocò una grave frattura del cranio. Si spense il 17 settembre 1966, il giorno dopo essere stato ricoverato d'urgenza presso l'ospedale di Heidelberg. L'antefatto di questa vicenda ci dice che, prima della caduta, Wunderlich aveva telefonato alla moglie alla quale aveva detto di sentirsi stanco perché aveva trascorso la giornata a nuotare e a giocare a ping pong. Pensava di coricarsi presto perché doveva alzarsi alle 4:00 del mattino per andare a caccia. Dopo la battuta di caccia avrebbe dovuto prendere l'aereo per recarsi a New York dove era stato scelto per l'apertura del nuovo teatro Metropolitan.

## Discografia parziale
- Bach, Oratorio di Natale - Richter/Janowitz/Wunderlich, Archiv Produktion
- Bach, St. John Passion BWV 245 - Chor der St. Hedwigs-Kathedrale Berlin/Dietrich Fischer-Dieskau/Fritz Wunderlich/Karl Forster, EMI
- Berg, Wozzeck - Karl Böhm/Lear/Fischer-dieskau/Orchester & Chor der Deutschen Oper Berlin, 1965 Deutsche Grammophon - Grammy Award for Best Opera Recording 1966
- Handel, Alcina - Fritz Wunderlich/Dame Joan Sutherland/Jeannette van Dijck/Norma Procter/Capella Coloniensis/Ferdinand Leitner/Kölner Rundfunkchor/Bernhard Zimmermann, 1959 Deutsche Grammophon
- Mahler, Lied von der Erde (Live, Musikverein Vienna, 1964) - Wunderlich/Fischer-D./Krips, Deutsche Grammophon
- Mozart, Flauto magico - Böhm/BPO/Wunderlich/Lear/Otto, 1964 Deutsche Grammophon
- Nicolai, Die Lustigen Weiber Von Windsor - Bayerisches Staatsorchester/Fritz Wunderlich/Robert Heger, EMI
- Schubert, Schöne Müllerin/Lieder - Wunderlich/Giesen, 1966 Deutsche Grammophon
- Schumann, Dichterliebe - Fritz Wunderlich/Hubert Giesen, Deutsche Grammophon
- Wagner, Tannhäuser - Elisabeth Grümmer/Dietrich Fischer-Dieskau/Gottlob Frick/Hans Hopf/Franz Konwitschny/Orchester der Staatsoper Berlin/Marianne Schech/Fritz Wunderlich/Chor der Staatsoper Berlin, EMI
- Wunderlich, Wiener Lieder - Fritz Wunderlich, Universal/Deutsche Grammophon
- Icon: Fritz Wunderlich - Fritz Wunderlich, EMI
- Wunderlich, A Portrait - Fritz Wunderlich, EMI
- Wunderlich, Live on Stage - Fritz Wunderlich, Deutsche Grammophon
- Wunderlich - Fritz Wunderlich/Heinrich Schmidt/Jan Koetsier/Ludwig Beinl/Symphonieorchester des Bayerischen Rundfunks/Walter Weller, 1977 Philips
- Wunderlich, Ich liebe dich - Fritz Wunderlich/Hubert Giesen, 1966 Deutsche Grammophon
- Wunderlich, 50 Greatest tracks - 50 Grandi registrazioni, 1956/1966 Deutsche Grammophon
- Wunderlich, Tutte le registrazioni di studio per Deutsche Grammophon - Edizione limitata, Deutsche Grammophon
- Legenden der Operette: Fritz Wunderlich, EMI
- The Very Best of Fritz Wunderlich, EMI
- Fritz Wunderlich Sings - Berliner Philharmoniker/Fritz Wunderlich/Karl Böhm/Kurt Eichhorn/Orchester Der Staatsoper München/Orchestra of the Bavarian State Opera/Symphonieorchester des Bayerischen Rundfunks, Deutsche Grammophon